# Terminalia kajewskii
Terminalia kajewskii är en tvåhjärtbladig växtart som beskrevs av Arthur Wallis Exell. Terminalia kajewskii ingår i släktet Terminalia och familjen Combretaceae. Inga underarter finns listade i Catalogue of Life.